# Myrmelastes
Myrmelastes — рід горобцеподібних птахів родини сорокушових (Thamnophilidae). Представники цього роду мешкають в Південній Америці. Раніше їх відносили до родів Покривник (Myrmeciza) і Аляпі (Percnostola), однак за результатами низки молекулярно-філогенетичних досліджень вони були переведені до відновленого роду Myrmelastes

## Види
Виділяють вісім видів:
- Покривник амазонійський (Myrmelastes hyperythrus)
- Аляпі темний (Myrmelastes schistaceus)
- Аляпі плямистокрилий (Myrmelastes leucostigma)[7][8][9][10]
- Аляпі гумаїтський (Myrmelastes humaythae)[11]
- Аляпі перуанський (Myrmelastes brunneiceps)[12]
- Аляпі бразильський (Myrmelastes rufifacies)[13]
- Аляпі рораїманський (Myrmelastes saturatus)[14]
- Аляпі венесуельський (Myrmelastes caurensis)

## Етимологія
Наукова назва роду Myrmelastes походить від сполучення слів дав.-гр. μυρμηξ — мураха і λαστης — розбійник.